# Westwood, Kansas
Westwood là một thành phố thuộc quận Johnson, tiểu bang Kansas, Hoa Kỳ. Năm 2010, dân số của xã này là 1506 người.